# 教科書図書館
教科書図書館（きょうかしょとしょかん）は、東京都江東区千石一丁目にある教科書専門の図書館。教科書研究センターが運営する。
1977年、教科書等の質的向上・充実と教科書等に関する研究などを目的に、教科書研究センターが開設した。日本の検定教科書や教師用指導書、日本以外の国や地域で用いられている教科書、教科書に関する研究資料等、約13万点の資料を所蔵している。

## 所蔵資料
- 日本の小・中・高等学校等の教科書・指導書
  - 1949年以降に使用された検定教科書（現行のものを含む）、文部省著作教科書
  - 教師用指導書
  - 副読本・指導書
  - 1946年以前の教科書・関連資料
- 日本以外の国や地域（46か国）で用いられている教科書・指導書（小・中学校に相当する学校で使用するもの）
- 教育・研究資料

など、約13万点の資料を所蔵している。戦前の教科書や複本等を除く大部分の資料が開架されている。